# Kornat
Kornat (italijansko: Incoronata, hrv. tudi Stomorin otok) je severnodalmatinski otok v srednjem Jadranu. Leži v južnem delu Severne Dalmacije, zahodno od Žuta in jugovzhodno od Dugega otoka. S površino 32,45 km² je največji otok Kornatskega otočja in hkrati največji med nenaseljenimi otoki na Hrvaškem.

## Geografija
Kornat je jugovzhodno nadaljevanje Dugega otoka, od katerega ga ločuje večje število manjših otočkov pred zalivom Telašćica. Najvišji vrh je 225 mnm visoki grič Vrh Meteline. Dolžina njegove obale meri 68,787 km. Na otoku ni stalnih naselij. Iz preteklih časov so ostanki zgradb, ki jih še danes občasno naseljujejo predvsem ribiči. Take hiše so v Vruljah, Lučicah, Trtuši, Kraljevičici in Koromačini. Kornat je edini otok v celotnem Kornatskem otočju, ki ima izvir pitne vode. Izvir se nahaja v zalivu Statival, kjer je tudi primerno sidrišče za manjše ladje in jadrnice.

## Zgodovina
Najstarejše arheološke najdbe so ostanki ilirskih naselij in kamnite gomile najdeni v pri kraju Trtuša. Otok se je v 14. stol. imenoval Insula Scante Marie, v 17. stol. pa se je udomačilo ime Coronat (Kornat). Otok je bil poseljen že v kameni dobi. V novejšem času pa ni bil več poseljen, poslednje naselje se omenja v 18. stol. pod imenom Toreta. Otok je bil vseskozi v posesti Zadrčanov in Benečanov.
Otok je poznan predvsem po Kornatski tragediji. Gre za dogodek iz leta 2007, ko je skupina 13 hrvaških gasilcev postala žrtev hudega požara. Zaradi posledic ognja je na mestu samem pa tudi kasneje v bolnišnici umrlo 12 gasilcev. Nesreča je ena najhujših mirnodobnih tragedij, ki je prizadela Hrvaško. Tri leta kasneje so na Kornatu v spomin na preminule zgradili spominski suhozid v obliki križa.